# Encyrtus baezi
Encyrtus baezi is een vliesvleugelig insect uit de familie Encyrtidae. De wetenschappelijke naam is voor het eerst geldig gepubliceerd in 1921 door Jean Brèthes.
Brèthes ontdekte deze soort als een parasiet van een dopluizensoort uit Argentinië, die hij Ceroplastes argentinus had genoemd. Hij deelde ze tevens bij een nieuw geslacht in als Prorhopoideus baezi. De naam baezi verwijst naar J.-R. Baez, die Ceroplastes argentinus aan Brèthes had toegestuurd.